# Universiteit van Algiers
De Universiteit van Algiers Benyoucef Benkhedda (Arabisch:جامعة الجزائر – بن يوسف بن خـدة ) is een universiteit die gevestigd is in de hoofdstad van Algerije, Algiers. De universiteit werd opgericht in 1909 en kent zeven faculteiten. De universiteit werd later vernoemd naar de Algerijnse politicus Benyoucef Benkhedda (1920-2003).

## Faculteiten
- Politicologie en Informatie
- Sociale en Geesteswetenschappen
- Economie en Management
- Literatuur en Talen
- Rechtsgeleerdheid
- Geneeskunde
- Islamitische Wetenschappen

## (Voormalig) verbonden
- Jérôme Carcopino (1881-1970), als docent, later minister van Onderwijs en Jeugd tijdens Vichy-Frankrijk
- René Capitant (1901-1970), als hoogleraar Rechtsgeleerdheid
- Amaury de Riencourt (1918-2005), als student, wetenschapper Oriëntalistiek en Amerikanistiek
- Omar Belhouchet (1954), als student, directeur van de krant El Watan